# Малое Кузёмкино (Ленинградская область)
Малое Кузёмкино — деревня в Кузёмкинском сельском поселении Кингисеппского района Ленинградской области.

## История
Деревня основана в 1887 году, после того как в деревне сейчас носящей название Большое Кузёмкино случился пожар, в результате которого сгорело много домов. Ямбургское земство разрешило 20 погорельцам поселиться на новом месте — в двух километрах ниже по течению реки Луги и образовать новое поселение. Новое поселение получило название Малое Кузёмкино, а Кузёмкино стало называться Большим Кузёмкиным.

МАЛОЕ КУЗЁМКИНО — деревня, число хозяйств по земской переписи 1899 года — 18, число жителей: 56 м. п., 59 ж. п., всего 115 чел.
 разряд крестьян: бывшие владельческие, народность: финская

В конце XIX — начале XX века деревня административно относилась к Наровской волости 2-го стана Ямбургского уезда Санкт-Петербургской губернии.
С 1917 по 1924 год деревня находилась в составе Струпповского сельсовета Наровской волости Кингисеппского уезда.
С февраля 1924 года в составе Кузёмкинского сельсовета.
Согласно данным переписи населения СССР 1926 года в деревне Кузёмкино Малое Больше-Кузёмкинского сельсовета проживали 112 человек, большинство ижоры, а также финны.

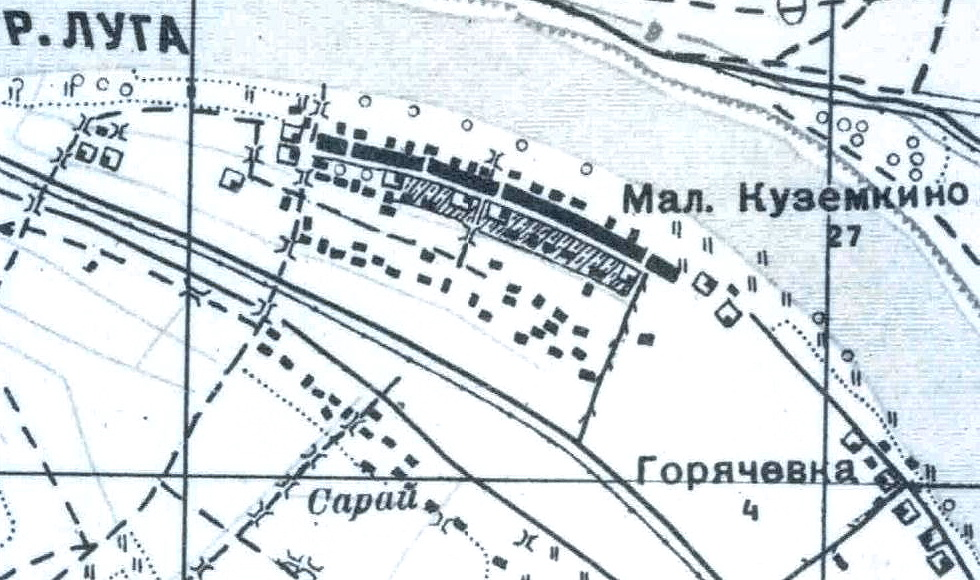
План деревни Малое Кузёмкино. 1930 год

Согласно топографической карте 1930 года деревня насчитывала 27 дворов.
По данным 1933 года деревня Малое Кузёмкино входила в состав Кузёмкинского сельсовета Кингисеппского района.
В 1939 году население деревни составляло 116 человек.
C 1 августа 1941 года по 31 января 1944 года деревня находилась в оккупации.
В 1958 году население деревни составляло 72 человека.
По данным 1966, 1973 и 1990 годов деревня Малое Кузёмкино, также входила в состав Кузёмкинского сельсовета Кингисеппского района.
В 1997 году в деревне проживали 16 человек, в 2002 году — 27 человек (русские — 78 %), в 2007 году — 14, в 2010 году — вновь 27.

## География
Деревня расположена в западной части района на автодороге 41К-109 (Лужицы — Первое Мая).
Расстояние до административного центра поселения — 3 км.
Расстояние до ближайшей железнодорожной станции Усть-Луга — 17,5 км.
Деревня находится на левом берегу реки Луга.

## Демография
| 2007 | 2010 | 2017 |
| ---- | ---- | ---- |
| 14   | ↗27  | ↘12  |

### Национальный состав
Согласно данным Всероссийской переписи населения 2021 года в деревне проживали 45 человек, из них:
 русские — 2, остальные национальность не указали.

## Улицы
Береговая, Новая, Полевая.